# Siobhan Roberts
Pour les articles homonymes, voir Roberts.
Siobhan Roberts est une journaliste scientifique, biographe et historienne des mathématiques canadienne. 

## Éducation
Roberts est née à Belleville, en Ontario. Elle a obtenu un diplôme d'histoire à l'université Queen's, puis un diplôme d'études supérieures en journalisme de l'université Ryerson en 1997.  

## Livres
Roberts est l'auteure de : 
- King of Infinite Space: Donald Coxeter, the Man Who Saved Geometry, à propos de Harold Scott MacDonald Coxeter (Walker & Company, 2006), [3] lauréat 2009 du prix Euler du livre de la Mathematical Association of America [4].
- Wind Wizard: Alan G. Davenport and the Art of Wind Engineering, à propos d'Alan Garnett Davenport (en) (Princeton University Press, 2012)[5], lauréat du W. Gordon Plewes History Award de la Société canadienne de génie civil (en)[6].
- Genius At Play: The Curious Mind of John Horton Conway, à propos de John Horton Conway (Bloomsbury, 2015) [7].

## Reconnaissance
Roberts a remporté un certain nombre de prix du Canadian National Magazine (en) et elle est la lauréate du prix Communication du Joint Policy Board for Mathematics (en) « pour ses biographies engageantes d'éminents mathématiciens et ses articles sur les mathématiques »,.  